# فيديريكو لومباردي
فيديريكو لومباردي (بالإيطالية: Federico Lombardi)‏ وهو كاهن كاثوليكي إيطالي ولد في يوم 29 أغسطس 1942 في بلدة سالوتزو في إيطاليا وهو حالياً الناطق الرسمي باسم الفاتيكان ويتقن لومباردي التكلم باللغات الإيطالية والفرنسيَّة والإنجليزيَّة والألمانيَّة كما يستطيع قراءة وفهم اللغة الإسبانية واللغة البرتغالية.